# Al-Qādir
Ahmad ibn Ishāq (arabisch أحمد بن إسحاق, DMG Aḥmad ibn Isḥāq; * 947; † 29. November 1031) mit dem Thronnamen al-Qādir bi-llāh (arabisch القادر بالله, DMG al-Qādir bi-llāh ‚der durch Gott Mächtige‘) war 991–1031 der fünfundzwanzigste Kalif aus der Dynastie der Abbasiden.

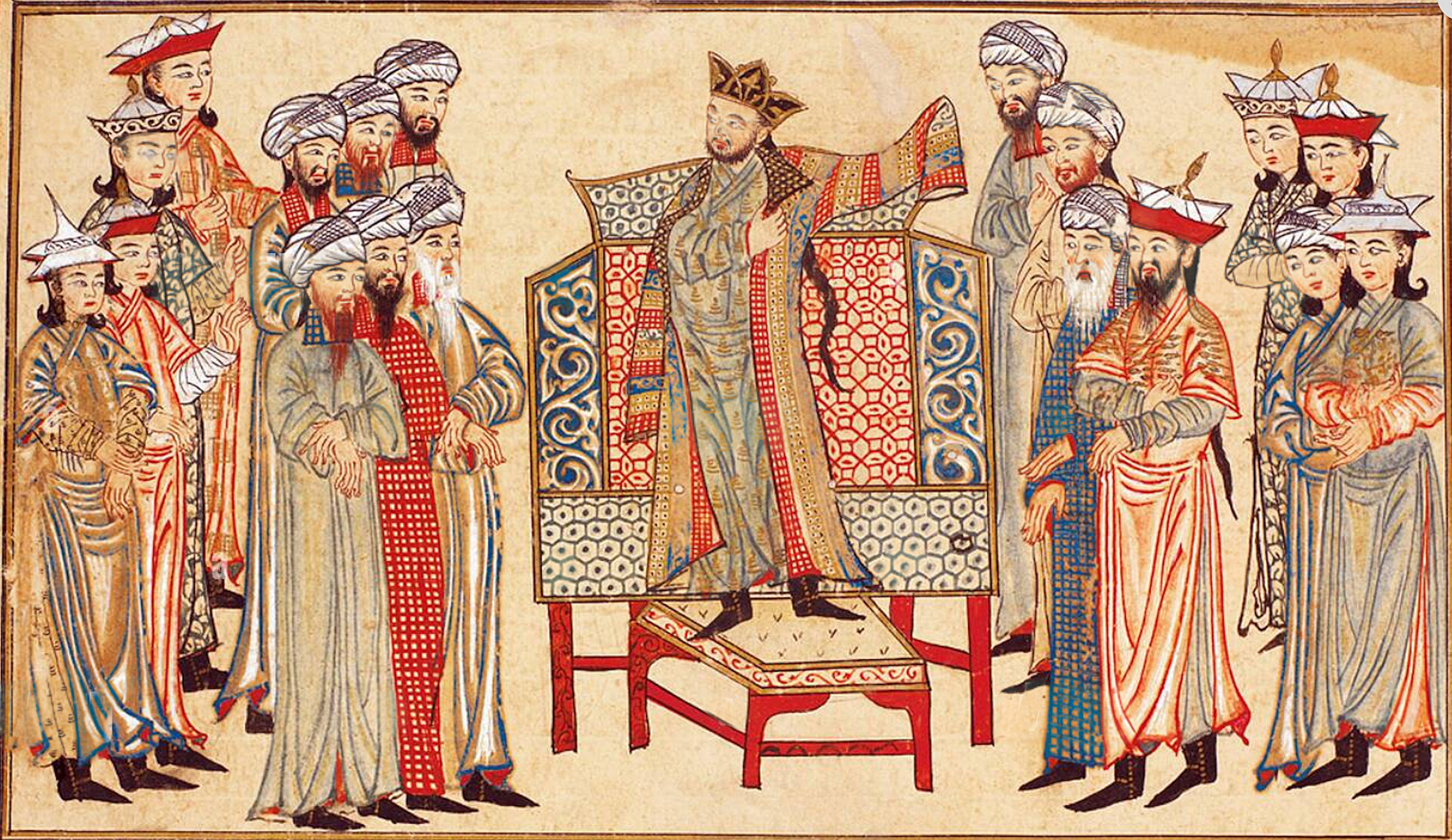
Mahmud von Ghazni legt ein von al-Qādir übersandtes Ehrengewandt an.

## Leben
Nachdem der Buyiden-König Baha ad-Daula den Kalifen at-Tāʾiʿ (reg. 974–991, gest. 1003) in Bagdad abgesetzt hatte, erklärte er al-Qādir zu dessen Nachfolger. Somit stand auch dieser Abbaside (wie all seine Vorgänger seit 945) unter der Kontrolle der iranischen Buyiden, wobei Baha ad-Daula das Kalifat al-Qadirs anfangs jedoch nur in seinem eigenen Machtbereich durchsetzen konnte, während andere Buyiden und vor allem Nachbardynastien wie die Samaniden an der Anerkennung at-Tāʾiʿs festhielten. Als im frühen 11. Jahrhundert, nicht zuletzt auf Grund interner Machtkämpfe, der Niedergang der Buyidenherrschaft begann, konnte al-Qādir (auch in Anlehnung an Mahmud von Ghazni) zunehmend eigene Interessen wahrnehmen und Freiheiten zurückgewinnen, während Baha ad-Daula (gest. 1012) und dessen Nachfolger Sultan ad-Daula statt in Bagdad in Schiras residierten. In Übereinstimmung mit buyidischen Interessen versuchte al-Qādir vor allem die Kalifen der Abbasiden als einzig rechtmäßige Oberhäupter der Muslime darzustellen (siehe auch unter: Kalifat – Die Theorie des Kalifats) und das ismailitische Kalifat der Fatimiden propagandistisch zu bekämpfen. So wurde 1010 die Abstammung der Fatimiden von ʿAlī ibn Abī Tālib offiziell bestritten. Auch verwarf al-Qādir die Lehren der Mutaziliten und der Schiiten und verkündete die Sunna als einzige richtige Glaubensform. Allerdings war das Verhältnis zu den Schiiten problematisch, das die Buyiden, von denen al-Qādir bis zuletzt abhing, selbst Schiiten waren. Während al-Qādirs Kalifat kam es auch mehrmals zu schweren Unruhen zwischen Schiiten und Sunniten in Bagdad, die von den türkischen Garden der Bagdader Regierung niedergeschlagen werden mussten (1005, 1017). Nachfolger al-Qādirs wurde – wie von ihm vorgesehen – sein Sohn al-Qā'im (1031–1075).

## Das „qādiritische Glaubensbekenntnis“
Ibn al-Dschauzī überliefert unter den Ereignissen des Jahres 433 der Hidschra (das am 31. August 1041 begann) den Text einer Bekenntnisschrift, den er als das „qādiritische Glaubensbekenntnis“ (al-iʿtiqād al-qādirī) bezeichnet. Unter Berufung auf den Sohn von Ibn al-Farrā' berichtet er, dass der Kalif al-Qā'im diesen Text, den schon vorher al-Qādir selbst erwähnt hatte, vor einer Versammlung von Asketen (zuhhād) und Gelehrten im Kalifenpalast verlesen und von den Anwesenden als das „Bekenntnis der Muslime“ (iʿtiqād al-muslimīn) unterzeichnen ließ. Erika Glassen vermutet, dass der Text mit einem Schriftstück identisch ist, das schon al-Qādir im Juni 1018 öffentlich im Kalifenpalast hatte verlesen lassen. Die Hanbaliten machten sich dieses Glaubensbekenntnis zu eigen und verstanden es als „Manifest der traditionalistischen Bewegung“.